# Marko Klok
Marko Klok (Monnickendam, 14 marzo 1968) è un allenatore di pallavolo, ex pallavolista ed ex giocatore di beach volley olandese.
Giocava nel ruolo di Schiacciatore. Allena l'Amriswil.

## Palmarès

### Giocatore

#### Club
- Campionato olandese: 4

1985-86, 1986-87, 2004-05, 2005-06
- Campionato belga: 1

1998-99
- Campionato italiano: 1

1999-00
- Campionato cipriota: 2

2007-08, 2008-09
- Coppa dei Paesi Bassi: 4

1985-86, 1986-87, 1987-88, 2004-05
- Coppa del Belgio: 1

1998-99
- Coppa CEV: 1

1999-00
- Supercoppa belga: 1

1999
- Supercoppa olandese: 1

2005

#### Nazionale (competizioni minori)
- European League 2004
- European League 2006

### Allenatore

#### Club
- Coppa di Svizzera: 1

2018-19